# Elmdale (Minnesota)
Elmdale – miasto w Stanach Zjednoczonych, w stanie Minnesota, w hrabstwie Morrison.